# Andeimalva
Andeimalva je rod grmova ili manjih stabala porodice Malvaceae raširen po Andskoj Južnoj Americi (Peru, Bolivija Čile). 

## Povijest
Andeimalva je rod grmova ili manjih stabala koji pripadaju plemenu Malveae i potporodici Malvoideae porodici angiospermi Malvaceae sensu APG, porijeklom iz Andske Južne Amerike. Sastoji se od 5 vrsta, 3 prethodno smještene u rod Tarasa, četvrta s nesigurnim položajem u Malacothamnus, i 5. naknadno opisanu 2018. Andeimalva se razlikuje od Tarase po svom većem rastu (do 3 m visine), lancetastim listovima (osim A. chilensis, koji ima suborbikularne listove) i po baznom haploidnom broju kromosoma 6 (za razliku od 5). Odvajanje Andeimalve djelomično rješava parafiliju Tarase u molekularnim (ITS) kladogramima - Nototriche ostaje ugniježđen u Tarasu, ali Sphaeralcea postaje sestrinska skupina Tarase.
Tarasa umbellata nedavno je ponovno otkrivena i utvrđeno je da ima haploidni broj kromosoma od 6. To otvara mogućnost da ova i druge vrste (Tarasa reichei) iz Tarasa odjeljka Umbellata, od kojih nijedna nije istražena u ranijoj studiji, ispravno pripadaju Andeimalvi. Alternativno, podudarnost broja kromosoma može biti slučaj konvergencije ili karakter predaka.

## Vrste
1. Andeimalva chilensis (Gay) J. A. Tate
2. Andeimalva machupicchensis (Krapov.) J. A. Tate
3. Andeimalva mandonii (Baker fil.) J. A. Tate
4. Andeimalva peruviana Dorr & C. Romero
5. Andeimalva spiciformis (Krapov.) J. A. Tate